# 运动场问题
运动场问题（英語：The dichotomy paradox）是芝诺提出的四个悖论中的第一个，又称为两分法悖论。
其实四大悖论的关键就是人们没有了解自然界的一个重要概念——“率”的概念。讨论任何“变化”的问题的时候，忽略了变化发生的时候，另一个条件也在同时变化。例如讨论距离的变化的时候，如果你只考虑长度的变化，而忽略了在长度变化时另一个条件“时间”必定也在变化。这就是速率。在速度变化时，有了加速度的概念。加速度变化时，照样可以用加速度变化的多少和时间变化的多少来表示。
哲学是认识世界的方法和理论。虽然我们一旦发现了率的概念，立刻就可以破解所谓“单一条件变化悖论”，但是悖论的意义就在于激发人们寻找世界真相的好奇心。
在这4大经典悖论中，我们发现世界的变化并不是单一条件独立变化的，而是多条件同时变化的，这是事实。我们可以用距离除以时间来定义速度，但是速度本身是现实的独立的存在，而不依靠距离和时间。利用距离和时间来表示，仅仅是人们用自己能够感知的概念来表示难以感知和表示的事物罢了。比如我们天天坐汽车，但是我们难以直接感知汽车加速度的变化。但是简单的公式就可以表明这个变化了。

## 悖論的內容
因為一運動物體在到達目的地之前，必須先抵達距離目的地之一半的位置。即：若要從A處到達B處，必須先到AB中點C，要到達C，又須先到達AC的中點D。如此繼續劃分下去，所謂的“一半距離”數值將越來越小。最後“一半距離”幾乎可被視為零。
這就形成了此一物體若要從A移動到B，必須先停留在A的悖論。這樣一來，此物體將永遠停留在初始位置（或者說物體初始運動所經過的距離近似0），以至這物體的運動幾乎不能開始。因此，我們得出了運動不可能開始的結論。

## 悖論的解释
此悖论在设立时有意忽略了一个事实：那就是从A到B的“运动”必须是一个时间相关的概念而不仅仅是距离的概念。也就是说如果运动的速度为0的时候这个悖论为真！但是一旦运动起来，必然有一个速度，速度等于经过的距离除以历经的时间。什么时候速度为0呢？一种情况是距离为0，根本没有要动，另一种情况大家一般会忽略掉，就是经历的时间趋近于无限，不论距离多大，只要是一个固定值，那么速度就是0，于是悖论就成立了。
此悖论虽然没有提及时间，但是却故意掩盖了时间这个因素。
这同最小分割无关，因为在数学上，無限分割是成立的。